# Estland op het Eurovisiesongfestival 2016

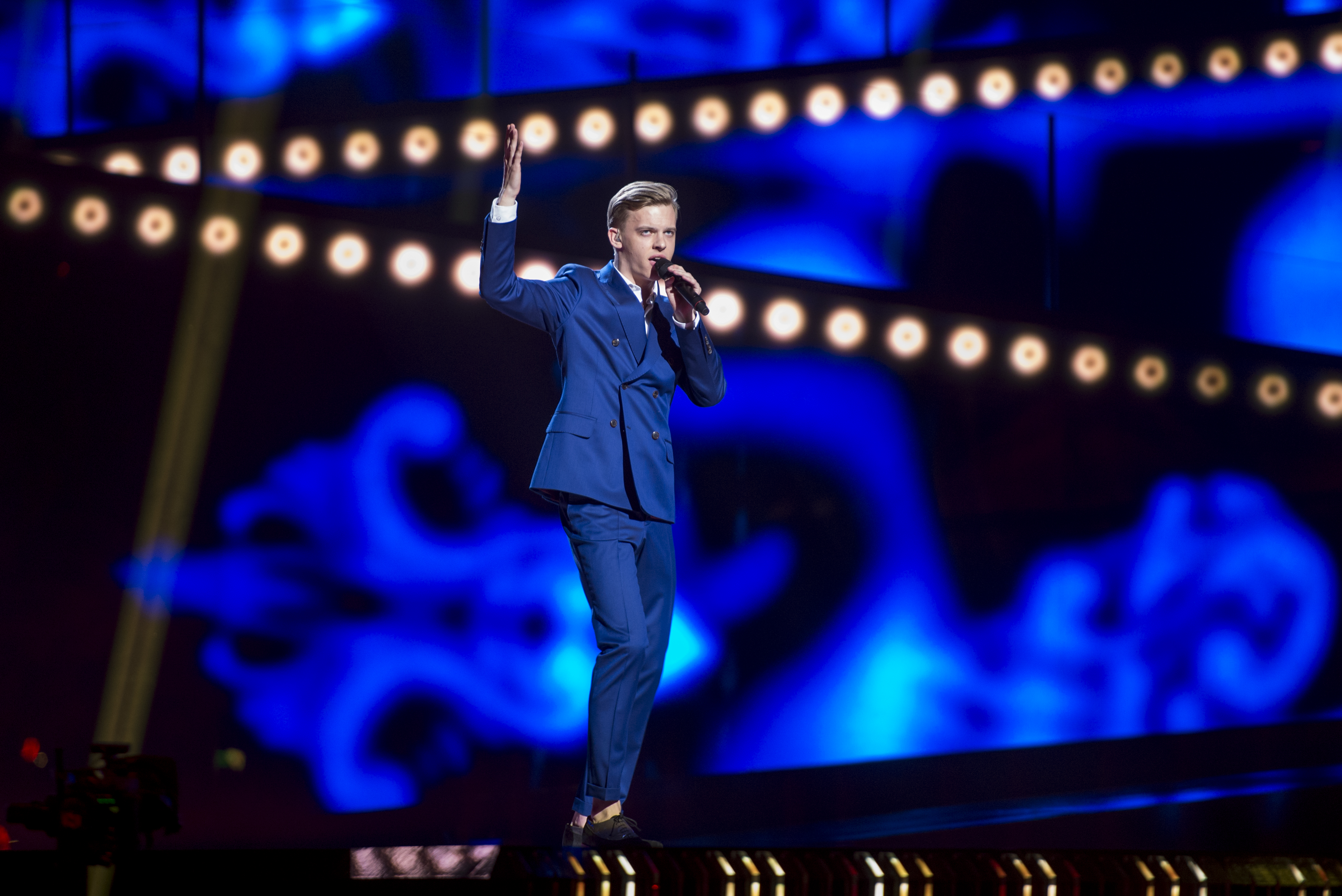
Jüri Pootsmann werd uitgeschakeld in de eerste halve finale

Estland nam deel aan het Eurovisiesongfestival 2016 in Stockholm, Zweden. Het was de 22ste deelname van het land aan het Eurovisiesongfestival. ERR was verantwoordelijk voor de Estse bijdrage voor de editie van 2016.

## Selectieprocedure
De Estse openbare omroep startte de inschrijvingen voor het jaarlijkse Eesti Laul op 10 september 2015. Geïnteresseerden kregen tot 2 november de tijd om een inzending in te sturen. Alle artiesten en componisten moesten over de Estische nationaliteit beschikken of in Estland wonen. Bij het sluiten van de inschrijvingen bleek ERR 238 inzendingen te hebben ontvangen, een record. Een interne jury koos vervolgens twintig acts die mochten aantreden in Eesti Laul 2016. De vakjury bestond net als een jaar eerder uit Erik Morna, Toomas Puna, Owe Petersell, Siim Nestor, Valner Valme, Anne Veski en Ingrid Kohtla, aangevuld met Olavi Paide, Eeva Talsi, Eisi Mäeots en Kira Evve. De acts werden op 5 november bekendgemaakt.
Er werden twee halve finales georganiseerd op 13 en 20 februari, die echter niet live werden uitgezonden. De optredens werden vooraf opgenomen; enkel de bekendmaking van de artiesten die doorstootten gebeurde live. Van de tien acts in elke halve finale gingen er telkens vijf door naar de finale. De punten werden evenwaardig verdeeld door de televoters en door de vakjury. In geval van een gelijkstand werd de voorkeur gegeven aan de favoriet van de televoters. Tijdens de finale, op zaterdag 5 maart, beslisten vakjury en televoters eerst wie de drie superfinalisten waren. Vervolgens mocht het publiek autonoom bepalen wie Estland zou vertegenwoordigen in Stockholm. De winnaar kreeg bovendien een geldprijs van € 3.000. De finale werd gehouden in de Saku Suurhall, dat eerder locatie was van het Eurovisiesongfestival 2002. Presentatoren van dienst waren Ott Sepp en Märt Avandi. Uiteindelijk ging Jüri Pootsmann met de overwinning aan de haal.

## Eesti Laul 2016

### Eerste halve finale
13 februari 2016
| Plaats | Artiest                       | Lied              | Jury | Publiek | Totaal |
| ------ | ----------------------------- | ----------------- | ---- | ------- | ------ |
| 1      | Laura                         | Supersonic        | 7    | 12      | 19     |
| 2      | Mick Pedaja                   | Seis              | 12   | 6       | 18     |
| 3      | Cartoon feat. Kristel Aaslaid | Immortality       | 8    | 8       | 16     |
| 4      | Kati Laev & Noorkuu           | Kaugel sinust     | 2    | 10      | 12     |
| 5      | Kéa                           | Lonely boy        | 6    | 5       | 11     |
| 6      | Würffel                       | I'm facing north  | 10   | 1       | 11     |
| 7      | Indrek Ventmann               | Hispaania tüdruk  | 3    | 7       | 10     |
| 8      | Zebra Island                  | How many times    | 5    | 4       | 9      |
| 9      | Windy Beach                   | Salty wounds      | 4    | 3       | 7      |
| 10     | The Jingles                   | Love a little bit | 1    | 2       | 3      |

### Tweede halve finale
20 februari 2016
| Plaats | Artiest                      | Lied             | Jury | Publiek | Totaal |
| ------ | ---------------------------- | ---------------- | ---- | ------- | ------ |
| 1      | Jüri Pootsmann               | Play             | 12   | 12      | 24     |
| 2      | Grete Paia                   | Stories untold   | 5    | 10      | 15     |
| 3      | I Wear Experiment            | Patience         | 10   | 4       | 14     |
| 4      | Meisterjaan                  | Parmupillihullus | 4    | 7       | 11     |
| 5      | Go Away Bird                 | Sally            | 8    | 3       | 11     |
| 6      | La La Ladies                 | Unikaalne        | 1    | 8       | 9      |
| 7      | Põhja-Tallinn & Jaagup Kreem | Ei ole mul olla  | 3    | 6       | 9      |
| 8      | Púr Múdd                     | Meet halfway     | 6    | 2       | 8      |
| 9      | Anett Kulbin                 | Strong           | 7    | 1       | 8      |
| 10     | Gertu Pabbo                  | Miljon korda     | 2    | 5       | 7      |

### Finale
5 maart 2016
| Plaats | Artiest                       | Lied             | Jury | Publiek | Totaal |
| ------ | ----------------------------- | ---------------- | ---- | ------- | ------ |
| 1      | Jüri Pootsmann                | Play             | 12   | 12      | 24     |
| 2      | Laura                         | Supersonic       | 6    | 10      | 16     |
| 3      | Cartoon feat. Kristel Aaslaid | Immortality      | 8    | 8       | 16     |
| 4      | Mick Pedaja                   | Seis             | 10   | 5       | 15     |
| 5      | Meisterjaan                   | Parmupillihullus | 3    | 7       | 10     |
| 6      | I Wear Experiment             | Patience         | 7    | 3       | 10     |
| 7      | Grete Paia                    | Stories untold   | 2    | 6       | 8      |
| 8      | Go Away Bird                  | Sally            | 4    | 2       | 6      |
| 9      | Kéa                           | Lonely boy       | 5    | 1       | 6      |
| 10     | Kati Laev & Noorkuu           | Kaugel sinust    | 1    | 4       | 5      |

#### Superfinale
| Plaats | Artiest                       | Lied        | Stemmen |
| ------ | ----------------------------- | ----------- | ------- |
| 1      | Jüri Pootsmann                | Play        | 32.394  |
| 2      | Laura                         | Supersonic  | 21.001  |
| 3      | Cartoon feat. Kristel Aaslaid | Immortality | 19.123  |

## In Stockholm
Estland trad in de eerste halve finale op dinsdag 10 mei 2016 aan. Jüri Pootsmann trad als dertiende van achttien acts op, net na Zoë uit Oostenrijk en gevolgd door Səmra Rəhimli uit Azerbeidzjan. Estland werd laatste in de halve finale en wist zich zo niet te plaatsen voor de finale.